# Catocala carissima
Catocala carissima är en fjärilsart som beskrevs av George Duryea Hulst 1880. Catocala carissima ingår i släktet Catocala och familjen nattflyn. Inga underarter finns listade i Catalogue of Life.

## Bildgalleri

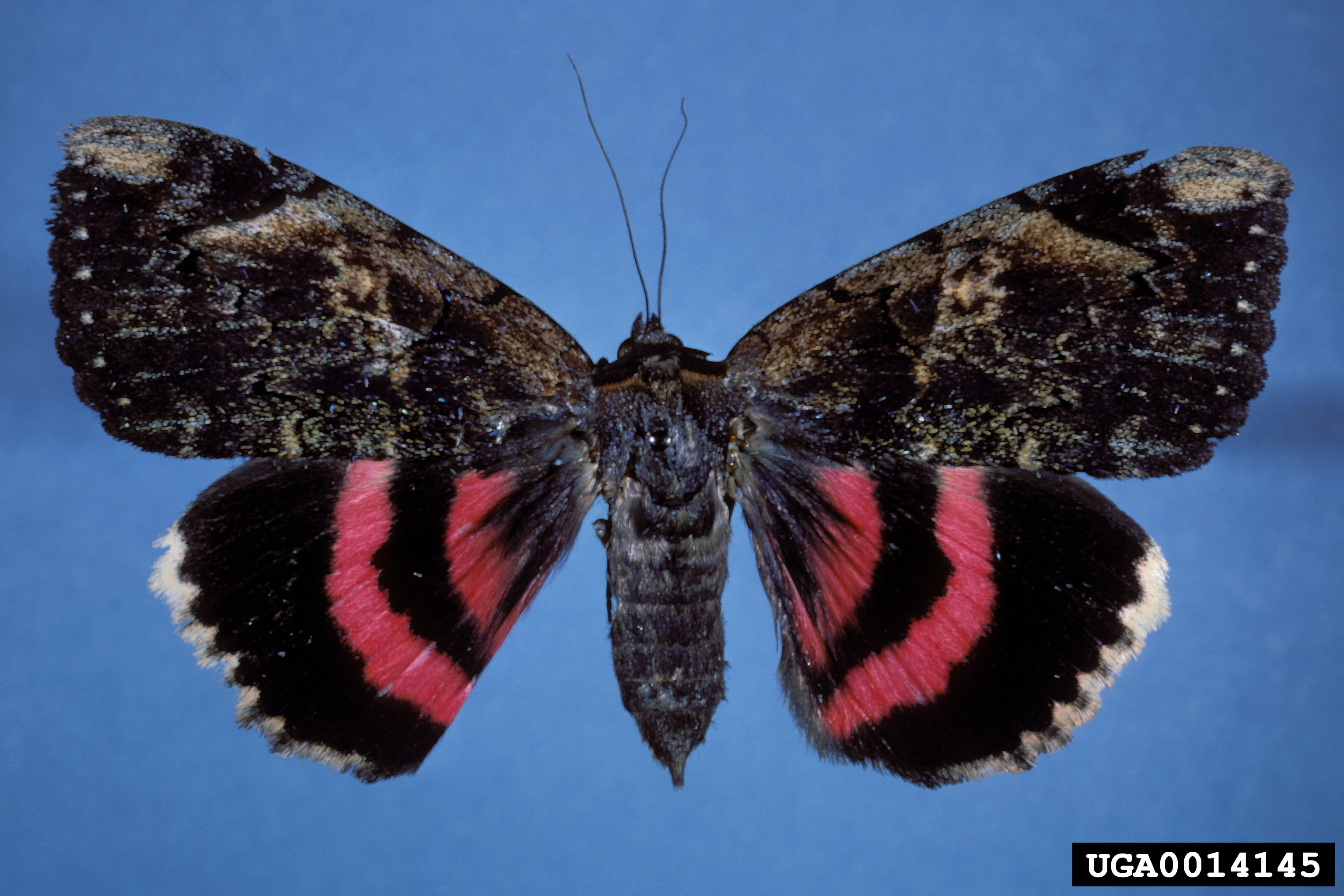
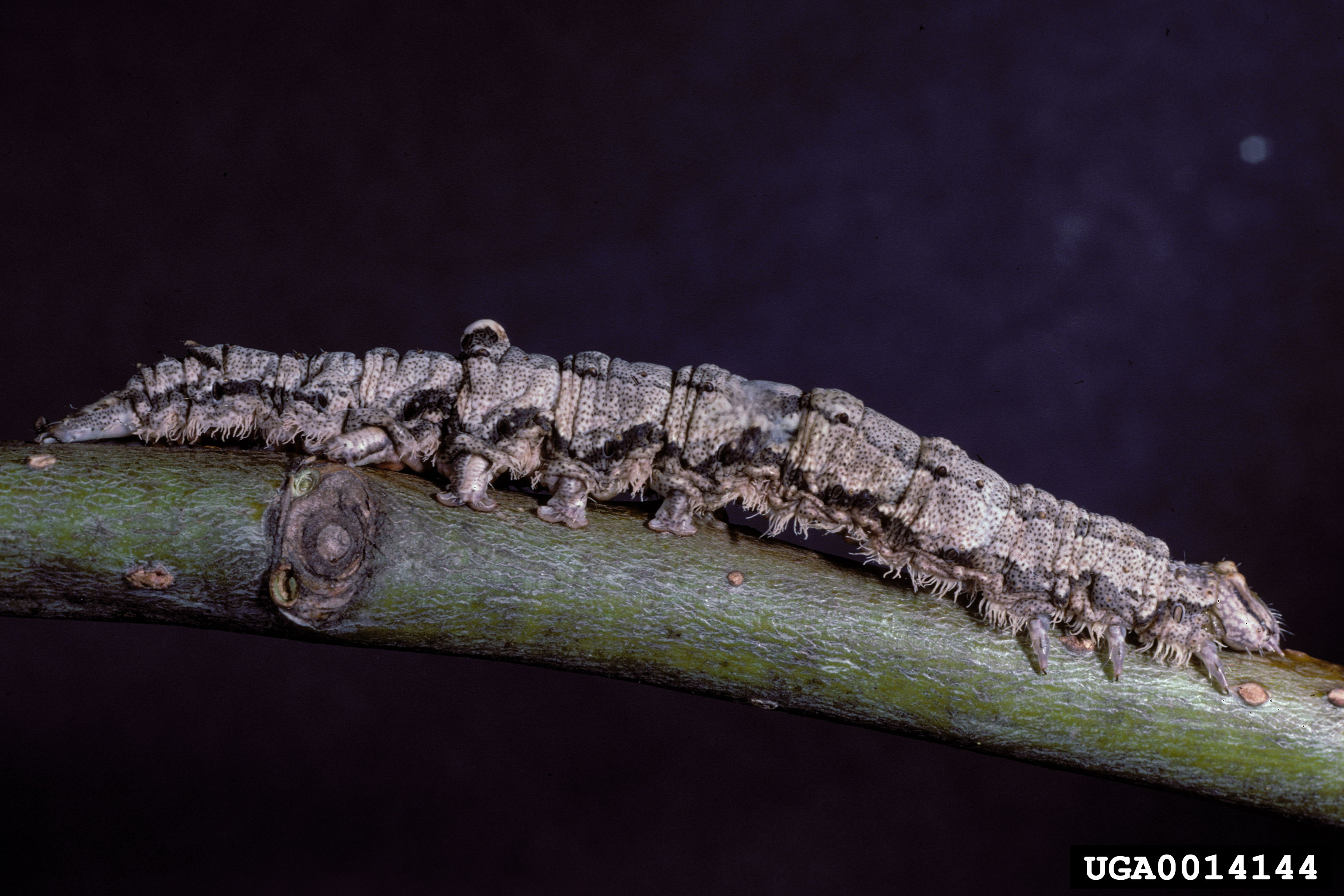
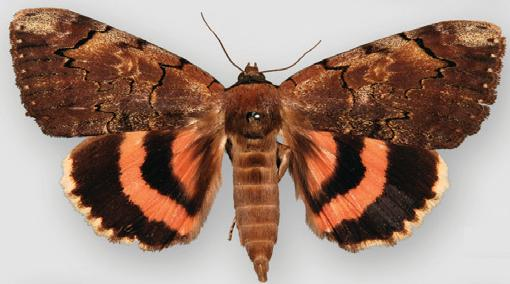